# メロディー (西田ひかる with 加藤和彦の曲)
「メロディー」は1996年10月1日に発売された、西田ひかる with 加藤和彦名義によるシングル。フジテレビ系列の子供向け番組「ポンキッキーズ」の挿入歌として制作され、番組内のP-kiesメロディコーナーで同年10月から年末にかけてオンエアされた。なお、当シングルは西田にとって通算21枚目、加藤にとっては18枚目にあたり、西田はデュエットによる初のシングルとなった。

## 解説

### 制作
西田は1996年7月に発表した加藤和彦プロデュースによるアルバム『24 two-four』の制作中に、ポンキッキーズの制作スタッフから番組出演のオファーを受け、同時に挿入歌の企画も持ちあがった。楽曲の制作にあたって、前記アルバムに引き続き、加藤和彦が作曲とデュエットの相方を務めることになり、作詞は番組スタッフの提案で北山修が手がけることとなった。サウンド面ではスカの要素を含んでおり、大陸的なイメージの楽曲となっている。
西田は1996年に行なわれたインタビューで、今回初めて子供でも楽しめるような歌を歌うことになり、加藤とのデュエットということもあり、通常のレコーディングよりも苦労したと語っている。一方、加藤も初の子供向けの楽曲制作となったが、2006年にも北山とのコンビで、NHK『おかあさんといっしょ』の今月の歌「ありがとうお母さん」を手がけている。なお、当シングルのカップリング曲には西田のソロ歌唱によるヴァージョンが収録された。

### オンエア

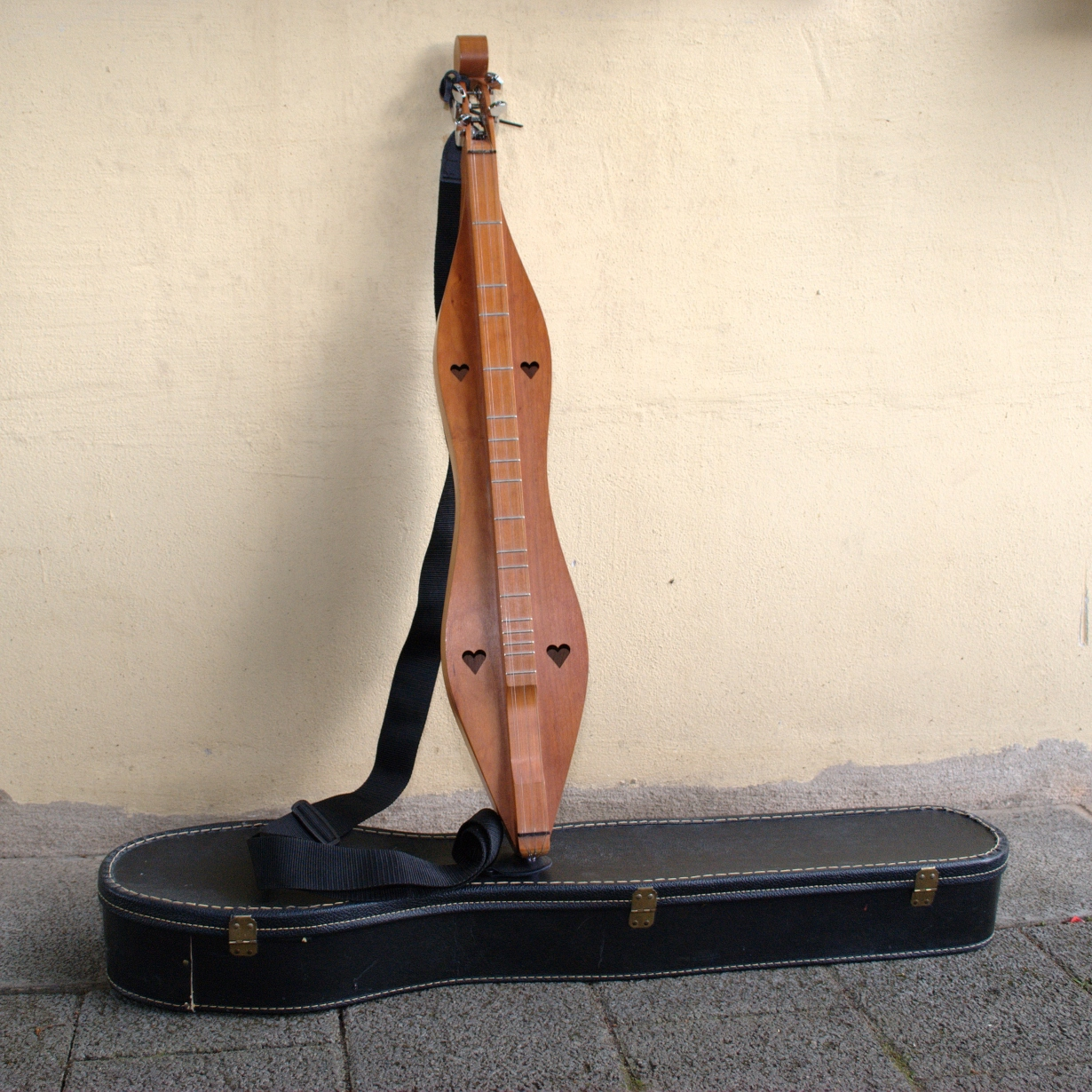
アパラチアン・ダルシマー

「メロディー」は、番組内のP-kiesメロディコーナーで同年10月から年末にかけてオンエアされ、MVは人形出演版と本人出演版の2つのヴァージョンが放送された。後者では西田は画家、加藤は詩人に扮し、2人とも大きなベレー帽をかぶり、西田は大きなイヤリングを着け、加藤はアメリカの撥弦楽器、アパラチアン・ダルシマーを携えて出演している。

## 収録曲/パーソネル
| 全作詞: きたやまおさむ、全作曲・編曲: 加藤和彦。 |                                                                               |                |            |      |
| #                                                | タイトル                                                                      | 作詞           | 作曲・編曲 | 時間 |
| 1.                                               | 「メロディー (MELODY - Duet Version)」(西田ひかる with 加藤和彦 - ヴォーカル) | きたやまおさむ | 加藤和彦   | 4:30 |
| 2.                                               | 「メロディー (MELODY - Hikaru Version)」(西田ひかる - ヴォーカル)             | きたやまおさむ | 加藤和彦   | 4:29 |
| 3.                                               | 「メロディー (MELODY - Original Karaoke)」                                    | きたやまおさむ | 加藤和彦   | 4:33 |
| 合計時間:                                        | 合計時間:                                                                     | 13:32          |            |      |

## 収録作品
「メロディー」はポンキッキーズの挿入歌を集めたコンピレーション・アルバムと、西田のライブ・アルバム（CD,LD&VHS）およびコンピレーション・アルバムに収録。また、西田のソロ歌唱による「ひかるヴァージョン」はアルバム未収録。

### ポンキッキーズ
- 『ポンキッキーズ・メロディ2』ソニー・ミュージックレコーズ CD:SRCL-4455（デュエット・ヴァージョンを収録）

### 西田ひかる
- 『LIVE two-four〜Hikaru Nishida FALL CONCERT 1996〜』ポニーキャニオン CD:PCCA-01072 / LD:PCLP-00629 / VHS:PCVP-52052（西田のソロ歌唱によるライブテイクを収録）
- 『西田ひかる SINGLESコンプリート』ポニーキャニオン CD:PCCA-02502（デュエット・ヴァージョンを収録）